# Shishalh
Los Sechelt o Shishalh son una tribu de lengua salish que ocupaba en la Columbia Británica el territorio a la entrada de las bahías Jervis y Sechelt, la isla Nelson, y la parte meridional de la isla Texada, pero que ahora tienen una reserva en la península Sechelt, al suroeste de la Columbia Británica, bajo la jurisdicción de la Agencia del río Fraser. En total viven 550 individuos.
Originariamente, los sechelt constaban de cuatro subdivisiones que ocupaban diferentes asentamientos. Socialmente se dividían en tres castas: jefes, nobles o respetables, y las clases bajas. Los jefes tenían el poder de manera hereditaria y demostraban su generosidad con la ceremonia del Potlatch, común a todas las tribus de la Costa Noroeste. Los nobles son la clase acomodada, y de ellos surgían los jefes tras celebrar los potlatch. Las clases bajas, pobres y esclavos, generalmente eran prisioneros de guerra y sus descendientes, y nunca podían conseguir el rango de hombres libres.
A la llegada de los europeos probablemente eran unos 26 000, pero la viruela y otras enfermedades redujeron su número.
- Datos: Q1807392